# Ivo Pechar
Ivo Pechar (* 11. února 1938, Sendražice u Kolína, dnes součást města Kolín) je český spisovatel a redaktor, autor románů pro dospělé i pro děti a mládež, dobrodružných s vědeckofantastických povídek a libret k více než deseti sci-fi komiksům.

## Život
Vystřídal několik povolání (závozník, číšník, zedník, traktorista, konstruktér). Byl také československým reprezentantem v lehké atletice a mistrem republiky na 110 metrů překážek z roku 1960. Roku 1966 vystudoval literaturu a estetiku na Filozofické fakultě Univerzity Karlovy v Praze. Roku 1968 se stal redaktorem časopisu MY, jehož vydávání bylo v květnu roku 1969 Českým úřadem pro tisk a informace zastaveno. V letech 1970–1984 byl redaktorem dětského časopisu Ohníček a v letech 1985–1988 populárně-vědeckého časopisu Věda a technika mládeži. Roku 1989 pracoval v propagaci podniku zahraničního obchodu Strojimport.
Po roce 1989 se začal věnovat podnikání. Založil nakladatelství Knižní podnikatelský klub (1990) a nakladatelství zdravotnické literatury Galén (1993). Později vedl firmu na výrobu dětského nábytku.
Nejprve přispíval do kulturních a sportovních rubrik v různých časopisech a novinách. Pro dětské časopisy napsal desítky dobrodružných povídek. Je autorem libret k více než deseti sci-fi komiksům. Knižně debutoval roku 1980 románem Rivalové z benzínové aleje.

## Dílo (výběr)

### Povídky
- Hořící ruce, příběh z prostředí automobilových závodníků.
- Olej krále Rámy, povídka o léku na malomocenství.
- Svědek poslední chvíle (1979), vyšlo v časopise Ohníček, příběh posádky výzkumné ponorky, která se zaplete do souboje obrovské krakatice s neméně obrovským vorvaněm.
- Bludička osamělých (1990), vyšlo v antologii Lety zakázanou rychlostí (výběr z české literární fantastiky 80. let), příběh projektanta, který na čas (dobrovolně a s představou osvobodivé tvůrčí manuální práce) odchází na stavbu, kde je pak partou montérů používán jako živé závaží pro seřizování nově instalovaných výtahů.

### Komiksy
- 10.000 mil na vzdorujících strojích (1972–1973), ilustrace Theodor Pištěk, vyšlo v časopise Ohníček, příběh závodu pěti vozů z Pekingu do Paříže v létě 1907, knižně vyšlo ve Velké knize komiksů z časopisu Ohníček, BB art, Praha 2002.
- Profesor Dugan (1973–1975), ilustrace Theodor Pištěk, vyšlo v časopise Ohníček, sci-fi o snaze prorazit pomocí supermoderní ponorky Aronnax zemskou kůru v jejím nejužším bodě pomocí vrtů a atomové nálože, knižně vyšlo ve Velké knize komiksů z časopisu Ohníček.
- Pavouk Nephila (1975–1976), ilustrace Theodor Pištěk, vyšlo v časopise Ohníček, sci-fi, ve kterém doktor Yersin vyvíjí látky přeměňující drobné pavoučky a hmyz v monstrózní nestvůry, knižně vyšlo ve Velké knize komiksů z časopisu Ohníček.
- Havraní doga (1977–1979), ilustrace Vladimír Krb, vyšlo v časopise Ohníček, příběh chlapce Zdeňka, který se musí spolu se svými rodiči, sestřičkou Terezou a se svým psem, dogou jménem Cir, přestěhovat do Prahy na sídliště.
- Stopař (1989), ilustrace Jiří Petráček, šest sešitů, prázdninové příběhy vesnického kluka Matěje, vydalo nakladatelství Pressfoto.
- Člověk zvaný Son (1990), ilustrace Jiří Petráček, komiks s podtitulem současný příběh o lásce a přátelství líčí osudy mladého Vietnamce a jeho dívky Thi Hai, kteří přijeli do České republiky za prací a setkávají se s rasismem, vydalo nakladatelství Knižní podnikatelský klub.
- Aréna (1990), ilustrace Jiří Petráček, vyšlo v magazínu Aréna.
- Mistr Looping (1990), ilustrace Jiří Petráček, vyšlo v magazínu Aréna.
- Goro, ochránce makaků (1990), ilustrace Jiří Petráček, vyšlo v magazínu Kometa, knižně vyšlo ve Čtvrté knize komiksů, BB art, Praha 2003.
- Elektrické magistrály (1993), ilustrace Jiří Petráček, naučný komiks pro děti a mládež, zábavnou formou popsaná historie elektřiny.
- Past uprostřed vichrů (2018), ilustrace Ladislav Říha, vyšlo v knize komiksů Ivo Pechara v nakladatelství Vybíral 2018

### Romány
- Rivalové z benzinové aleje (1980), román z prostředí řidičů dálkových kamiónů a automobilových závodníků.
- Havraní doga (1983), román pro mládež napsaný na základě stejnojmenného komiksu.
- Pouze krok od štěstí (2018), román z prostředí astronomického ústavu a navázaných podnikatelských aktivit a hledání smyslu života.